# 枫亭镇
枫亭镇是中国福建省莆田市仙游县下辖的一个镇、處於東南沿海中部，距縣城27公里，常住人口98896人，鎮政府駐霞街北門。

## 行政区划
枫亭镇共辖6个居委会及19个行政村，分别是：
学士社区、霞桥社区、兰友社区、霞街社区、铺头社区、湄洲湾工业学院社区、滨海社区、上浒村、沧溪村、荷珠村、耕丰村、下社村、锦湖村、秀峰村、麟山村、溪北村、溪南村、东宅村、辉煌村、海滨村、和平村、建国村、斗北村、山头村、海安村和九社村。

## 交通
- 杭福深铁路：仙游站